# Parningstyp
Parningstyper kallar man svampars motsvarighet till kön, då dessa inte riktigt kan jämställas med egenskapen kön hos djur och växter. Vissa svamparter har upp till fyra parningstyper.
Parning hos en svamp kan gå till så att två hyfer (rottrådar) av olika parningstyp möts och förenar sig med varandra, varefter en fruktkropp kan bildas. Från den sprids då sporer, som bildar nya svampar.